# Orgamè (Argamum)
Orgamè è una città greca fondata da Mileto, dal VII secolo a.C., sul capo Dolojman, nel territorio dell'attuale comune di Jurilovca in Romania. Orgamè è la prima città nel territorio rumeno citata da un testo scritto, nelle opere di Ecateo di Mileto. La sua storia è abbastanza oscura, specialmente la natura delle relazioni con la grande città vicina di Histria.
Fu occupata dai Romani e diventa Argamum. Vi si trovano soprattutto vestigia bizantine: muri e basiliche del V-VI secolo d.C.